# Исполкомовская улица (Сырский)
Исполко́мовская у́лица — улица в Советском округе Липецка. Проходит в Сырском Руднике от Базарной до Технической улицы.

## История
Первоначальное название — Советская улица. 27 ноября 1964 года получила нынешнее имя при переименовании всех улиц в посёлке Сырском, имевших «тёзок» в остальной части Липецка (в городе уже существовала Советская улица). Новое название по находившемуся в то время на этой улице исполкому поселкового совета.

## Застройка
Застройка — частная и коллективная малоэтажная.

## Промышленность
На Исполкомовской улице, 5, находится маслокомбинат компании «Липецкхлебмакаронпром»

## Транспорт
- Автобусы № 35. Остановка: «23-я школа».